# 周虓
周虓（？—382年），字孟威，東晉汝南郡安成縣人，周訪玄孫，周撫曾孫，周楚的孫子，周瓊之子。
開始擔任州祭酒，任西夷校尉，領梓潼郡太守。寧康元年（373年），堅守涪城（今四川省綿陽市），抵禦前秦將領楊安，派人送母親妻子東還，被前秦將軍朱肜所獲。苻堅想要任命他為尚書郎，每次見到苻堅，坐在地上大罵氐賊，說前秦大臣是戎狄犬羊。苻堅還是厚待他。桓沖鎮守江陵，他暗中通謀。太元三年（378年），逃到漢中，苻堅把他追獲，被赦免。後來和苻陽襲擊苻堅，事情洩露，被嚴刑拷打，流放到朔方郡。死後，兒子周興迎喪回國。謝玄親臨哭祭，比他為蘇武。